# 楊桐紋粉蝨
楊桐紋粉蝨（学名：Rusostigma tristylii）为粉蝨科紋粉蝨屬下的一个种。